# Protivanov
Protivanov este o arie protejată (arie specială de conservare — SAC, sit de importanță comunitară — SCI) din Republica Cehă întinsă pe o suprafață de 2,84 ha, integral pe uscat.

## Localizare
Centrul sitului Protivanov este situat la coordonatele 49°29′26″N 16°50′38″E / 49.490556°N 16.843889°E.

## Înființare
Situl Protivanov a fost declarat sit de importanță comunitară în aprilie 2005 pentru a proteja 1 specie de animale. Situl a fost protejat și ca arie specială de conservare în iulie 2012.

## Biodiversitate
Situată în ecoregiunea continentală, aria protejată nu include niciun habitat protejat.
La baza desemnării sitului se află o specie protejată de  nevertebrate: Phengaris nausithous.